# Синая
 Тази статия е за града в Румъния.  За манастира вижте Синая (манастир).  
Сина̀я (на румънски: Sinaia) е град, високопланински ски курорт в окръг Прахова, област Влахия, Румъния. Лятна столица на румънската монархия през 1891 г.

## География
Градът се намира в северната част на историко-географската област Влахия на 10 km южно от историко-географската област Трансилвания и на 120 km северно от столицата Букурещ.
Синая е разположен в котловината на река Прахова на надморска височина от 767 до 870 метра. Около града се издигат Карпатите.
Получава своето име от манастира Синая, около който е възникнал.

## Забележителности
- Манастир Синая,
- Кралски замък „Пелеш“,
- Кралски замък „Пелишор“,
- Казино „Синая“,
- Църква „Свети Пророк Илия“,
- Стара железопътна гара.

## Побратимени градове
- Аоста, Италия

## Галерия
- Църква в Синайския манастир
- Постройки в Синайския манастир
- Замък „Пелеш“
- Градината на замъка „Пелеш“
- Замък „Пелишор“
- Вила в национален стил
- Градската жп гара